# Acadêmicos do Baixo Augusta
O Acadêmicos do Baixo Augusta é um bloco carnavalesco da cidade de São Paulo, Brasil. Localizado na região do Baixo Augusta, Zona Central, é conhecido por suas celebrações inclusivas e pela promoção da diversidade cultural e sexual. O bloco é um dos mais destacados no Carnaval de rua paulistano.
Apesar do nome que faz referência a uma "escola de samba", é na verdade um bloco de carnaval de rua e não uma escola de samba tradicional como as que participam dos desfiles competitivos no sambódromo.

## História
O bloco foi fundado em 2009 por um grupo de amigos com uma postura ativista, focados no direito de uso da cidade e na ocupação cultural das ruas. Desde o início, o objetivo do bloco foi revitalizar o Carnaval de rua em São Paulo e promover a cultura como meio de expressão e inclusão social. Com o passar dos anos, a Acadêmicos se consolidou como um dos maiores blocos originalmente paulistanos, atraindo mais de um milhão de pessoas em seus desfiles. Seu nome do bloco presta homenagem à Rua Augusta, onde há a concentração inicial, e a região do Baixo Augusta, conhecida por sua vida noturna vibrante e diversificada. A iniciativa rapidamente ganhou apoio e cresceu, tornando-se um dos blocos mais significativos da cidade.
A Folha de S.Paulo, um dos maiores jornais do Brasil, tem uma longa tradição de coberturas que exploram a dinâmica social e cultural da região e em suas matérias retrata o bloco de carnaval, que atrai multidões.
A banda do bloco é conhecida por sua celebração da liberdade artística. Com arranjos que abrangem clássicos da música brasileira e hits contemporâneos, a banda é comandada por Wilson Simoninha, responsável pela direção musical. Os integrantes incluem Hevelson (vocal), Olegario (violão e cavaco), Gileno (guitarra), Rodrigo (baixo), Ivan (bateria), entre outros ritmistas como Marcio Forte e Elcyr Conrado. Durante os desfiles, o grupo é acompanhado por vocalistas convidados e ritmistas adicionais, garantindo uma apresentação vibrante.
A "Corte" do bloco inclui figuras como a rainha Alessandra Negrini, a madrinha Tulipa Ruiz e o porta estandarte Marcelo Rubens Paiva. O bloco também é frequentemente associado a celebridades brasileiras como Marina Person, Leandra Leal, Emanuelle Araújo, Dira Paes, Ana Cañas e Maria Casadevall, Joaquim Lopes, Mariana Ximenes, Andreia Horta, Nathalia Rodrigues, Sophie Charlotte, Luis Miranda e Bruno Mazzeo que participam dos eventos e desfiles. Além disso, artistas como Céu, Maria Rita e Elza Soares já foram convidados especiais nos carnavais do bloco. Músicos como André Frateschi, Criolo, Jaloo e Miguelzinho do Cavaco, também são membros ocasionais ou perenes dos Acadêmicos. A atriz Marisa Orth é uma figura icônica no bloco, tendo sido a primeira rainha.
Em 2024 o bloco completou 15 anos de existência.

## Homenagens e temas
- 2014: Tema "Flower Power", uma alusão à ideologia dos anos 60 que pregava a não-violência e o repúdio à Guerra do Vietnã.[12]
- 2016: Tema "Família Augusta, de Todo Jeito nos Gusta".[13]
- 2017: Tema "A Cidade é Nossa!"[14]
- Aniversário de 10 anos (2019): Celebrando uma década desde sua fundação, o bloco escolheu o tema "Que País É Esse?", provavelmente inspirado pela famosa música da banda Legião Urbana, que critica questões sociais e políticas do Brasil.
- Elza Soares (2020): A icônica cantora foi homenageada e participou do desfile do bloco, celebrando sua contribuição à música e à cultura brasileira.[15]
- 2021: Carnaval não realizado devido a Pandemia de Covid-19.[16]
- 2022: Edição realizada no Vale do Anhangabaú, em 24 de abril, com o tema "Vai Passar", em alusão à canção de Chico Buarque feita em época de ditadura militar e ressignificada no Brasil governado pela extrema direita.[17]
- 2023: O tema "Atentos e Fortes" foi escolhido para alertar sobre as ameaças à democracia, aos direitos humanos e à cultura. Este tema foi particularmente significativo no contexto político do Brasil pós-Bolsonaro. Homenagem a Gal Costa: Após seu falecimento em novembro de 2022, Gal Costa foi lembrada em desfiles recentes, com homenagens especiais por artistas como Marina Sena, Céu e Tulipa Ruiz.[18]
- Aniversário de 15 anos (2024): O tema foi "Resiste Amor em SP", inspirado na música "Não Existe Amor em SP" do rapper Criolo, que também participou do desfile. Este tema parece enfatizar a resistência e o amor pela cidade de São Paulo.[19]
- 2025: o bloco foi às ruas com o tema "A Força dos Nossos Pagodes" contando com apresentação do sambsita Jorge Aragão, que foi o grande homenageado do desfile, ao lado do escritor Marcelo Rubens Paiva.[20]

## Atualidade
Atualmente, o Acadêmicos do Baixo Augusta continua a ser um dos blocos mais aguardados do Carnaval de São Paulo. Além dos desfiles anuais, o bloco organiza eventos culturais, oficinas e debates ao longo do ano, mantendo um papel ativo na transformação social e cultural da cidade. O bloco também é conhecido por deixar legados artísticos, como painéis de arte urbana, que enriquecem visualmente a região central de São Paulo.
Os ensaios para o Carnaval de 2025 já iniciaram e o bloco terá patrocínio da Amstel, o artista homenageado será Jorge Aragão.
O bloco não apenas desempenha um papel vital na celebração do carnaval, mas também serve como um exemplo de como esta festa pode ser um espaço para expressão cultural significativa e ativismo social. Com um compromisso contínuo com a inclusão e a diversidade, o Acadêmicos do Baixo Augusta mantém-se como uma instituição respeitada e querida no cenário cultural de São Paulo.
A sua sede é chamada de "Casa do Baixo Augusta", localizada na República um espaço multifuncional que promove eventos culturais, debates, shows, oficinas e outras atividades voltadas para a valorização da cultura urbana e da diversidade. O objetivo principal é fortalecer a ocupação do espaço público e criar um ponto de encontro para a comunidade, alinhado com os valores do bloco, que sempre defendeu a democratização da cultura e a celebração da diversidade.